# Ранзешти (Васлуј)
Ранзешти (рум. Rânzești) насеље је у Румунији у округу Васлуј у општини Фалчу. Oпштина се налази на надморској висини од 31 m.

## Становништво
Према подацима из 2002. године у насељу је живело 1158 становника, од којих су сви румунске националности.